# Aistersheim
Aistersheim je obec v Horním Rakousku v Rakousku. Obec má 938 obyvatel. Založena byla ve 12. století. V obci se nachází vodní hrad Aist, který nechal v roce 1136 vystavět Detmair von Aist. U obce se nachází dálniční odpočívadlo. V obci nalezneme kostel a vodní hrad. Starostou obce je Rudolf Reisner. Rozloha obce je 11,11 km2.

## Geografie
Lesy zahrnují 26 % plochy obce, 66,7 % je pak zemědělská krajina. Obec se nachází v nadmořské výšce 437 metrů.

## Historie
Město ve východní části bavorského vévodství založil roku 1136 Dietmar von Aist jako součást hraničního opevnění vévodství.
Roku 1490 bylo místo předáno Rakouskému knížectví ob der Enns.
V období Napoleonských válek bylo místo několikrát dobyto a zničeno.
Od roku 1918 je město součástí správního celku Horní Rakousko. Po připojení Rakouska k Německé říši 13. března 1938 pak město spadalo do oblasti Horní Dunaj.
Komunita je součástí soudního okresu Grieskirchen od 1. ledna 2003, dříve patřila do soudního okresu Haag am Hausruck .

### Demografický vývoj
V roce 1991 měla obec 734 obyvatel. V roce 2001 obec měla 786 obyvatel. V roce 2005 měla obec 798 obyvatel. V dubnu 2009 měla obec 833 obyvatel. V roce 2011 obec měla 841 obyvatel. V roce 2018 měla obec 892 obyvatel a v roce 2019 stoupl počet obyvatel na 902.

## Památky
V obci se nachází čtyři významné památky:
- Vodní hrad Aim – vodní hrad, který byl poprvé zmíněn v roce 1159, vlastnili jej do roku 1426 páni z Aistersheimu, poté jej vlastnil Hohenfelder, a to do roku 1824. Současná stavba renesančního zámku sahá do rekonstrukce v letech 1520–1600.
- farní kostel Aisterheim – v letech 1699 až 1700 byl kostel barokně přestavěn Jakobem Pawangerem z Pasova.
- Fara, bývalá vila Geßwagner
- Socha svatého Jana Nepomuckého

## Infrastruktura
U obce se nachází dálniční odpočívadlo na dálnici A8. V obci nalezneme sbor dobrovolných hasičů, který vznikl v roce 1887 a v roce 2017 oslavil 130 let své existence.

## Politika
Starostou obce je Rudolf Reiner (ÖVP). Strana ÖVP ve volbách v roce 2018 získala 47,4 % hlasů, tedy 6 křesel. Druhá v těchto volbách skončila strana FPÖ s 34,5 % hlasů a třetí skončila SPÖ s 18,1 % hlasů.